# Golf & Country Club Hoenshuis
Golf & Country Club Hoenshuis is een golfclub uit Voerendaal (Limburg).
In de bossen en heuvels bij Voerendaal heeft baron Paul Rolin in samenwerking met Alan Rijks een golfbaan ontworpen, waarbij de oude 14de-eeuwse hoeve Hoenshuis het uitgangspunt was. Oprichter van de club is de familie Snijders, eigenaar van de landerijen. Na drie jaar werd de baan overgenomen door det Japanse Teikyo Europe. Per 1 december 2011 is de familie Snijders opnieuw eigenaar van de club.

## Clubprofessional
Clubprofessional Iain Forrester won in 2010 het English Hickory Open in Rye, de vierde en laatste hickory major van het seizoen.
In 2007 startte ook Davey van Mulken als clubprofessional op GCC Hoenshuis die in 2011 vertrok en werd opgevolgd door Richard Heesakkers.

## Toernooien
- In 1991 werd het Nederlandse PGA seizoen geopend met de KPMG Classic op Hoenshuis. Winnaar werd Martin Morbey, teaching pro op de Hilversumsche Golf Club.
- In 1992 werd de amateurs-interland Nederland-België hier gespeeld.
- In 1994 werd het Nedcar Open van de Challenge Tour hier gespeeld en door Rolf Muntz gewonnen. Een jaar later won Muntz het toernooi op de Rosendaelsche Golfclub.